# 西郷近房
西郷 近房（さいごう ちかふさ、寛永14年（1637年） - 元禄16年3月15日（1703年4月30日））は、江戸時代の会津藩家老であり、会津藩内での西郷氏の初代。母は会津藩家老保科正近の長女。幼名：吉十郎（きちじゅうろう）。通称：頼母（たのも）。正室は母方の従姉妹である沼沢氏。播磨国明石生まれ。

## 経歴
祖父の元勝が古河藩主松平康長に仕えた。明石藩主松平光重の家臣西郷新兵衛元次の次男として生まれる。正保4年（1647年）、外祖父である会津保科家家老・保科正近（4000石）の元へ養子に出される。正近には嫡子・正長（1200石）が居たが、病弱のため家督を譲ってはいなかった。そこで嫁に出した3人の娘を頼みとし、長女の次男・吉十郎を正長の養子に所望したという。さらには吉十郎の室に三女の娘・沼沢氏を娶わせる事とした。
慶安2年（1649年）4月1日、養父の正長が死去。さらに同月30日には、外祖父・正近までもが死去。遺された吉十郎は、養父の1200石を相続し、外祖父の4000石は藩へ返上。名乗りには外祖父からの1字と、生家の実父（元次の他、房茂とも名乗っていた時期もあり）からの1字とを併せて用いた。こうして吉十郎は会津藩家老・保科頼母助近房（ほしな たのものすけ ちかふさ）となった。
ところが間も無くして、養父・正長の妾腹の遺児が出生。その遺児・九十郎は長じて正興と名乗るが、近房は従弟・正興の元服後には、その成長を待っていたかのように1200石を譲り、生家の西郷姓に復してしまう。
すると、その行動に感じ入ったのか藩主・保科正之からは表紋・角九曜、替紋・梶の葉、の保科家紋使用だけでも継続する旨を言い渡されて新知行500石を賜った。
その後、藩中に騒動があったようで、正興は騒動に連座し遠島流罪。流刑地において亡くなってしまった。
一方、残された近房は正興に代わる家老に抜擢されると、やがて2500石を拝領するまでに重用される。近房は、正之・正経・正容の3代に仕える名臣として名を残した。
徳川光圀も名士の1人に挙げているという。
元禄16年（1703年）3月15日、死去。67歳。墓所は会津の会津藩主松平家墓所の一角にある。3メートルに及ぶ巨大な墓碑には荻生徂徠の選定した文面が刻まれている。
その後は嫡子・源蔵近方が家督を継ぎ、近方の弟・平五郎近天は分家を興した。近方の後は嫡子・頼母助近張（2000石）が継ぎ、近張の弟・仁右衛門房成も分家を興した。
なお、幕末期の西郷頼母助近悳は、近房の7世孫（会津西郷氏9代）に当たる。